# Paragomphus genei
Paragomphus genei é uma espécie de libelinha da família Gomphidae.
Pode ser encontrada nos seguintes países: Argélia, Botswana, Camarões, República Centro-Africana, República Democrática do Congo, Costa do Marfim, Egipto, Etiópia, Gana, Guiné, Quénia, Libéria, Malawi, Marrocos, Moçambique, Namíbia, Nigéria, Serra Leoa, Somália, África do Sul, Sudão, Tanzânia, Togo, Uganda, Zâmbia, Zimbabwe e possivelmente em Burundi.
Os seus habitats naturais são: florestas subtropicais ou tropicais húmidas de baixa altitude, savanas áridas, savanas húmidas, matagal árido tropical ou subtropical, matagal húmido tropical ou subtropical, rios, rios intermitentes, lagos de água doce e marismas de água doce.